# Adam Bosiacki
Adam Cezary Bosiacki (ur. 1968 w Warszawie) – polski prawnik (adwokat) i teoretyk prawa, profesor nauk prawnych, profesor zwyczajny na Wydziale Prawa i Administracji Uniwersytetu Warszawskiego, redaktor naczelny Przeglądu Prawniczego Uniwersytetu Warszawskiego.

## Życiorys
W 1998 na podstawie pracy pt. „Bolszewicka” koncepcja systemu i źródeł prawa. Prawo rewolucyjnej Rosji 1917–1921 uzyskał na Wydziale Prawa i Administracji UW stopień naukowy doktora nauk prawnych. W 2008 na tym samym Wydziale na podstawie dorobku naukowego i rozprawy pt. Od naturalizmu do etatyzmu. Doktryny samorządu terytorialnego Drugiej Rzeczypospolitej otrzymał stopień doktora habilitowanego nauk prawnych.
W styczniu 2016 został profesorem nauk prawnych. W październiku 2018 objął stanowisko profesora zwyczajnego Uniwersytetu Warszawskiego.
Dłuższe stypendia i staże naukowe odbył w Niemczech (Uniwersytet w Trewirze, Max Planck Institut für europäische Rechtsgeschichte we Frankfurcie nad Menem, Uniwersytet w Tybindze), Londynie (kilkakrotnie London School of Economics and Political Science) i w Stanach Zjednoczonych (dwukrotnie Uniwersytet Harvarda, Hoover Institute, Stanford University, z którym współpracuje, Washington University in St. Louis, Biblioteka Kongresu w Waszyngtonie). Od 2015 roku także wykładowca Uniwersytetu Jagiellońskiego.
30 marca 2016 został powołany przez marszałka Sejmu Marka Kuchcińskiego w skład Zespołu Ekspertów do Spraw problematyki Trybunału Konstytucyjnego, który otrzymał za zadanie podjęcie kwestii powodujących zaistniały w 2015 kryzys wokół TK (zespół złożył raport 1 sierpnia 2016). Z Zespołu Ekspertów do Spraw problematyki Trybunału Konstytucyjnego odszedł przed zakończeniem prac tego gremium (w raporcie z działalności Zespołu nie występuje nazwisko prof. A. Bosiackiego).
Na Wydziale Prawa i Administracji Uniwersytetu Warszawskiego jest m.in. kierownikiem Katedry Historii Doktryn Polityczno-Prawnych. Pełnił tam m.in. funkcje ostatniego dyrektora Instytutu Nauk o Państwie i Prawie. 
W działalności naukowej zajmuje się zagadnieniami historii Rosji i ZSRR, dziejami prawa Europy Środkowo-Wschodniej, historią administracji w tym samorządu terytorialnego i korporacyjnego, dziejami myśli prawnej (zwłaszcza nowożytnej), prawem porównawczym (głównie publicznym), dziejami nauki. Autor kilku monografii i kilkudziesięciu artykułów naukowych; redaktor naukowy serii wydawniczej „Klasycy Myśli Prawnej”. Redaktor tematyczny i członek rady redakcyjnej Studiów nad Autorytaryzmem i Totalitaryzmem. Promotor 9 rozpraw doktorskich.

## Wybrane publikacje

### Monografie
- Konstytucjonalizm rosyjski. Historia i współczesność, Warszawa 2013 (współautor, wraz z Hubertem Izdebskim).
- Utopia – władza – prawo. Doktryna i koncepcje prawne bolszewickiej Rosji, 1917–1921, wyd. II, Warszawa 2012.
- Od naturalizmu do etatyzmu. Doktryny samorządu terytorialnego Drugiej Rzeczypospolitej, 1918–1939, Warszawa 2006.

### Redakcja naukowa prac
- Rewolucjonizm i ewolucjonizm w doktrynach polityczno-prawnych, red. naukowa (i wprowadzenie) Adam Bosiacki, wyd. Wolters Kluwer Polska, Warszawa 2020.
- Niemiecki urzędowy materiał w sprawie masowego mordu w Katyniu, redakcja naukowa Adam Bosiacki, przekład Przemysław Bentkowski Wydawnictwo IPN, Warszawa 2020
- Leon Petrażycki, Polityka prawa cywilnego i ekonomia polityczna, tłumaczenie Paweł Kosiński, Wyd. Wolters Kluwer Polska, Redakcja Naukowa, wstęp, przypisy, Warszawa 2017.
- Normatywizm a współczesna nauka prawa. Redakcja Naukowa, wstęp, przypisy, artykuł w języku angielskim, Wyd. Wolters Kluwer Polska, Warszawa 2017.
- Benjamin Constant, O monarchii konstytucyjnej i rękojmiach publicznych, t. I–II, tłumaczył Wincenty Niemojowski, reedycja książki z 1831 roku, Wyd. Wolters Kluwer Polska, Redakcja Naukowa, wstęp, przypisy, Warszawa 2016.
- Hans Kelsen, Czysta teoria prawa, według wyd. II, redakcja naukowa, wstęp, Warszawa 2014.
- Nowe zarządzanie publiczne i „public governance” w Polsce i w Europie, redakcja A. Bosiacki, H. Izdebski, A. Nelicki i I. Zachariasz, Liber, Warszawa 2010.
- Walentin Lubaszyc, Ewolucja państwa jako politycznej instytucji społecznej – Redakcja naukowa, wstęp do wydania polskiego, Warszawa 2010.
- Ludwik Gumplowicz, Prawodawstwo polskie względem Żydów, według wydania polskiego z 1887 roku, redakcja naukowa, wstęp, przypisy, Warszawa 2008.
- Robert von Mohl, Encyklopedia umiejętności politycznych, t. I–II, według wydania polskiego z 1864–1865 roku, przekład Antoni Białecki, redakcja naukowa, wstęp, przypisy, Warszawa 2003.
- Herbert Spencer, Jednostka wobec państwa, reedycja wydania z 1887 r., redakcja naukowa, wstęp, przypisy, Warszawa 2002.

### Publikacje polskojęzyczne
- Źródła prawa a rewolucja. [w:] Źródła prawa. Teoria i praktyka. Redakcja nauk. T. Giaro, wyd. Wolters Kluwer Polska 2017, s. 66–74.
- Wydział Prawa Cesarskiego Uniwersytetu Warszawskiego w latach 1869–1915 [w:] Zarys dziejów Wydziału Prawa i Administracji Uniwersytetu Warszawskiego, wyd. 2 poprawione i uzupełnione, red. G. Bałtruszajtys, Wyd. Wolters Kluwer Polska 2016.
- Stanisław Ehrlich [w:] Monumenta Universitatis Varsoviensis 1816–2016. Portrety uczonych. Profesorowie Uniwersytetu Warszawskiego po 1945 [roku], litery A–K, red. nauk. A. Baraniewski, W. Tygielski, A. K. Wróblewski, Warszawa 2016, s. 303–311.
- Edward Lipiński [w:] Monumenta Universitatis Varsoviensis 1816–2016. Portrety uczonych. Profesorowie Uniwersytetu Warszawskiego po 1945 [roku], litery L–R, red. nauk. A. Baraniewski, W. Tygielski, A. K. Wróblewski, Warszawa 2016, s. 94–98.
- Hans Kelsen, Czysta teoria prawa, według wyd. II, redakcja naukowa, wstęp, Warszawa 2014
- Samodzierżawie a konstytucjonalizm. Dylematy kształtowania rosyjskiego konstytucjonalizmu w latach 1905–1917, Studia nad Autorytaryzmem i Totalitaryzmem, Wrocław 2013, s. 7–59.
- Koncepcje prawa Gabriela Szerszeniewicza a ich znajomość w Polsce, Prawo prywatne ponad granicami. Księga pamięci Profesora Gabriela Szerszeniewicza w setną rocznicę śmierci, 2013, artykuł.
- Egalitaryzm a elitaryzm w klasycznej koncepcji państwa prawnego w Niemczech XIX wieku, Księga życia i twórczości. Księga pamiątkowa dedykowana Profesorowi Romanowi A. Tokarczykowi, 2013, artykuł.
- Konstytucjonalizm rosyjski. Historia i współczesność, Warszawa 2013 (współautor, wraz z Hubertem Izdebskim).
- Utopia – władza – prawo. Doktryna i koncepcje prawne bolszewickiej Rosji, 1917–1921, wyd. II, Warszawa 2012.
- Polscy prawnicy w Rosji przed 1917 rokiem: wybrane koncepcje teorii i praktyki prawa, Annales Universitatis Mariae Curie-Skłodowska, vol. LVIII, 1, Sectio G, Ius, 2011, s. 157–173.
- Udział polskich uczonych poza granicami kraju w tworzeniu kierunków sowietologii po drugiej wojnie światowej, Studia nad Faszyzmem i Zbrodniami Hitlerowskimi, Wrocław 2011, nr. 33, s. 329–340.
- Podstawowe instytucje prawa państw totalitarnych. Zarys typologii, Przegląd Prawa i Administracji, Wrocław 2011, nr. 87, s. 153–163.
- Moralność publiczna w koncepcji ustroju mieszanego w starożytności: Arystoteles, Polibiusz, Cyceron, Moralność i władza jako kategorie myśli politycznej, [w:] Moralność i władza jako kategorie myśli politycznej, Warszawa 2011, s. 144–156.
- Walentin Lubaszyc, Ewolucja państwa jako politycznej instytucji społecznej – Redakcja naukowa, wstęp do wydania polskiego, Warszawa 2010.
- Ewolucja doktryny „konstytucjonalizmu radzieckiego” 1918–1991, [w:] Studia nad Faszyzmem i Zbrodniami Hitlerowskimi, Wrocław 2010, z. 32, s. 243–260.
- Między nihilizmem prawnym a socjalistycznym normatywizmem. Z rozważań nad koncepcją prawa państwa stalinowskiego, [w:] O prawie i jego dziejach księgi dwie. Studia ofiarowane Profesorowi Adamowi Lityńskiemu w czerdziestopięciolecie pracy naukowej i siedemdziesięciolecie urodzin, 2010, s. 13–28.
- Strategiczne zarządzanie w sferze publicznej a zagadnienia teorii prawa: cele i kierunki ewolucji, [w:] Nowe zarządzanie publiczne i „public governance” w Polsce i w Europie, Warszawa 2010, część książki z własnym tytułem.
- Polskie szkoły samorządu terytorialnego w dwudziestoleciu międzywojennym i ich wpływ na koncepcje samorządu terytorialnego po 1989 roku, [w:] Dwadzieścia lat funkcjonowania samorządu terytorialnego w Polsce, Warszawa 2010, rozdział.
- Nowe zarządzanie publiczne i „public governance” w Polsce i w Europie, redakcja A. Bosiacki, H. Izdebski, A. Nelicki i I. Zachariasz, Liber, Adam Bosiacki, Hubert Izdebski, Aleksander Nelicki, Igor Zachariasz, Warszawa 2010.
- Z zagadnień teorii samorządu terytorialnego w Polsce południowej do 1939 roku, [w:] Państwo, prawo, społeczeństwo w dziejach Europy Środkowej. Księga jubileuszowa dedykowana Profesorowi Józefowi Ciągwie w siedemdziesięciolecie urodzin, Kraków 2009, s. 73–84.
- Z zagadnień koncepcji państwa prawnego w myśli niemieckiej XIX w., [w:] Pro bono Rei Publicae. Księga jubileuszowa Profesora Michała Pietrzaka, Warszawa 2009, s. 41–47.
- Doktryny samorządu terytorialnego II Rzeczypospolitej, [w:] Na szlakach Niepodległej. Polska myśl polityczna i prawna w latach 1918–1939, Wrocław 2009, s. 277–290.
- Ludwik Gumplowicz, Prawodawstwo polskie względem Żydów, według wydania polskiego z 1887 roku, redakcja naukowa, wstęp, przypisy, Warszawa 2008.
- Wydział Prawa Cesarskiego Uniwersytetu Warszawskiego w latach 1869–1915, [w:] Zarys dziejów Wydziału Prawa i Administracji Uniwersytetu Warszawskiego 1808–2008. Praca zbiorowa pod red. Grażyny Bałtruszajtys, Warszawa 2008.
- Profesorowie Wydziału Prawa i Administracji Uniwersytetu Warszawskiego, pod red. Grażyny Bałtruszajtys, Wyd. LexisNexis, Warszawa 2008 (współautor).
- Z zagadnień tradycji wolności w ujęciu doktryn konserwatywnego liberalizmu, [w:] Kultura i myśl polityczno-prawna. Materiały z VII Ogólnopolskiego Zjazdu Katedr Doktryn Politycznych i Prawnych, s. 83–90, artykuł.
- Władza municypalna w ujęciu Beniamina Constanta a teorie podziału władzy, [w:] Studia Iuridica, Warszawa 2008, t. 48, s. 341–347, artykuł.
- GUŁag w radzieckim systemie represji. Rozważania wokół książki Stanisława Ciesielskiego, „Dzieje Najnowsze”, R. XXXVIII, 2006, nr 3 (recenzja).
- Od naturalizmu do etatyzmu. Doktryny samorządu terytorialnego Drugiej Rzeczypospolitej, 1918–1939, Warszawa 2006,
- Niektóre aspekty rosyjskiej historiografii o Ławrientiju Berii, „Dzieje Najnowsze”, R. XXXVII, 2005 nr 4 (recenzja).
- Robert von Mohl, Encyklopedia umiejętności politycznych, t. I–II, według wydania polskiego z 1864–1865 roku, przekład Antoni Białecki, redakcja naukowa, wstęp, przypisy, Warszawa 2003.
- Herbert Spencer, Jednostka wobec państwa, reedycja wydania z 1887 r., redakcja naukowa, wstęp, przypisy, Warszawa 2002.
- Konstytucja Rosji, Wydawnictwo Sejmowe, Warszawa 1997, wyd. II: Warszawa 2000: wstęp (s. 3–37). Broszura.
- Konstytucja Albanii, Wydawnictwo Sejmowe, Warszawa 1997, wyd. II: Warszawa 2000: wstęp (wyd. z 1997) i przekład (z języka angielskiego) Karty Praw stanowiącej część konstytucji. Broszura.
- Alexis de Tocqueville, Dawny ustrój i rewolucja, Wstęp F. Furet, przekład H. Szumańska-Grossowa, Kraków 1994, Fundacja Stefana Batorego, wyd. Znak; [w:] „Państwo i Prawo”, 1995 r., zeszyt 12 (recenzja).

### Publikacje obcojęzyczne
- Shaping Constitutional Conventions in the Past of Poland and the Practice of the Third Polish Republic (since 1989). [w]: Uncodified constitutions and the question of political legitimacy, ed. by Łukasz Perlikowski, Nicolaus Copernicus University Press, Toruń 2022, s. 27-38.
- Beyond Revolutionary Declarations. Direct Implications of the Bolshevik Revolution [w]: Jaromír Mrňka (ed.): Beyond the Revolution in Russia: Narratives – Concepts – Spaces. 100 years since the event. Institute for the Study of Totalitarian Regimes – Karolinum, Prague 2021, 1st Edition, s. 134-146.
- From utopia to a lawlessness state: Russian Marxism and Russian Revolutions as a totalitarian project [w]: Circles of the Russian Revolution. Internal and International Consequences of the 1917 in Russia, Edited by Ł. Adamski and B. Gajos, Routledge, London and New York, 2019, s. 40-59, wyd. polskie: Od utopii do państwa bezprawia. Rosyjski marksizm i rosyjskie rewolucje jako projekt systemu totalitarnego [w]: Kręgi rewolucji. Rok 1917 w Rosji. Konsekwencje wewnętrzne i międzynarodowe. Pod red. Ł. Adamskiego i B. Gajosa, Warszawa 2019, s. 53-75.
- Nasledie russkoj revolucii za predelami Rossii. Politiko-pravovye aspekty [w:] Velikaja rossijskaja revolucia 1917. Sto let izučenia. Materialy Meždunarodnoj naučnoj konferencii (Moskva, 9-11oktabrja 2017 g.), Moskva 2017.
- Formirovanie pervogo totalitarnogo gosudarstva. Pravovaja sistiema v načale bolševistskoj revolucii (oktjabr 1917–1921) i ee posledstvija. W: Rossijskaja Revolucia i konstitucia. Materialy Meždunarodnoj naučnoj konferencji, 24 oktjabrja 2017 g., Moskwa 2017.
- Katyn Keeps Its Secrets, Hoover Digest. Research and Opinion on Public Policy, s. 109–113, 2014.
- The Unfinished Business of Katyn, Hoover Digest, Stanford University Press, 2012 No. 1.
- Nacjonalnyje i prowincjonalnyje trendy razwitia rossijskoj gosudarstwiennoj własti, Monografija, Wyd. Nauka, Moskwa 2013, praca zbiorowa (15 autorów), ss. 327 (współautor; autorzy zrezygnowali ze wskazywania numerów stron).
- Andrei Yanuarevich Vyshinsky: Paragon of the Totalitarian Conception of the Law and Political Organisation, [w:] Totalitarian and Authoritarian Regimes in Europe. Legacies and Lessons from the Twentieth Century, Berghahn Books: New York – Oxford 2006, s. 177–187.
- The 1861 Emancipation Manifesto of Tzar Alexander II, [w:] Adam Bosiacki (ed.), Hubert Wajs (ed.), Marek Wąsowicz, Rafał Witkowski (ed.), Małgorzata Znojek, The Monuments of Human Rights, vol. I, Warsaw 2008, s. 241–256.
- Decree of the Council of People's Commissars of 1917 (Decree on Court Number One), [w:] Adam Bosiacki, Hubert Wajs (ed.), Marek Wąsowicz, Rafał Witkowski (ed.), Małgorzata Znojek, op. cit., s. 281–290.
- Union of Soviet Socialist Republics Constitution of 1936, [w:]: Adam Bosiacki, Hubert Wajs (ed.), Marek Wąsowicz, Rafał Witkowski (ed.), Małgorzata Znojek, op. cit., s. 299–314.
- Roman Law in Totalitarian Systems of the 20th Century: the USSR, Italy and Germany (case study), [w:] Au-delà des Frontieres. Mèlanges de dront romain offers à Witold Wołodkiewicz, Varsovie 2000, vol. I, s. 131–138. W języku polskim opublikowane w postaci: Prawo rzymskie w systemach totalitarnych XX wieku. Przypadek ZSRR, Włoch i Niemiec (zarys problematyki), Studia Iuridica, vol. XXXVII, 1999, s. 7–13.
- Konvergencia kontinental’noj i anglosaskoj pravovoj sistemy v uslovjach globalizacii: zamečania i perspektivy [w:] Perspektivy vzaimodejstvia nacjonal’nychpravowych sistem w uslov’jach globalizacii i regionalizacii, Rostów nad Donem (Rosja) 2010,
- Relikty stalinizma v Polše posle 1956 goda: nekatorye voprosy prava i političeskogo stroja, [w:] Polša-SSSR 1945–1989: izbrannye političeskie problemy, nasledie prošlogo, Wydawnictwo Nauka, Moskwa 2005, s. 268–280.
- Poljaki i russkije na Juridiczeskom fakul’tietie Warszawskogo Uniwiersitieta w 1869–1915. Nabroski po obszczijej istorii [w:] Uczenyje zapiski Jużnogo Fiedieral’nogo Uniwiersitieta. Juridiczeskij Fakul’tiet, Vypusk szestoj: jubiliejnyj, Rostów nad Donem, 2007, s. 39–46.
- Strategičeskie upravlenie w publičnoj sfere z točki zrenia teorii prava: celi i napravlenia evolucii, [w:] Nauka i Obrazowanie: Chozjajstvo i Ekonomika, Predprinimatel’stvo, Pravo i Upravlenie, „Naučno-Praktičeskij Žurnal”, 2011 Nr 12 (18), s. 7–15, Rostów nad Donem, Rosja (ISSN 2219-0279).